# Pneumatopteris longipes
Pneumatopteris longipes är en kärrbräkenväxtart som först beskrevs av Bl., och fick sitt nu gällande namn av Holtt. Pneumatopteris longipes ingår i släktet Pneumatopteris och familjen Thelypteridaceae. Inga underarter finns listade.